# Martín de Alpartir

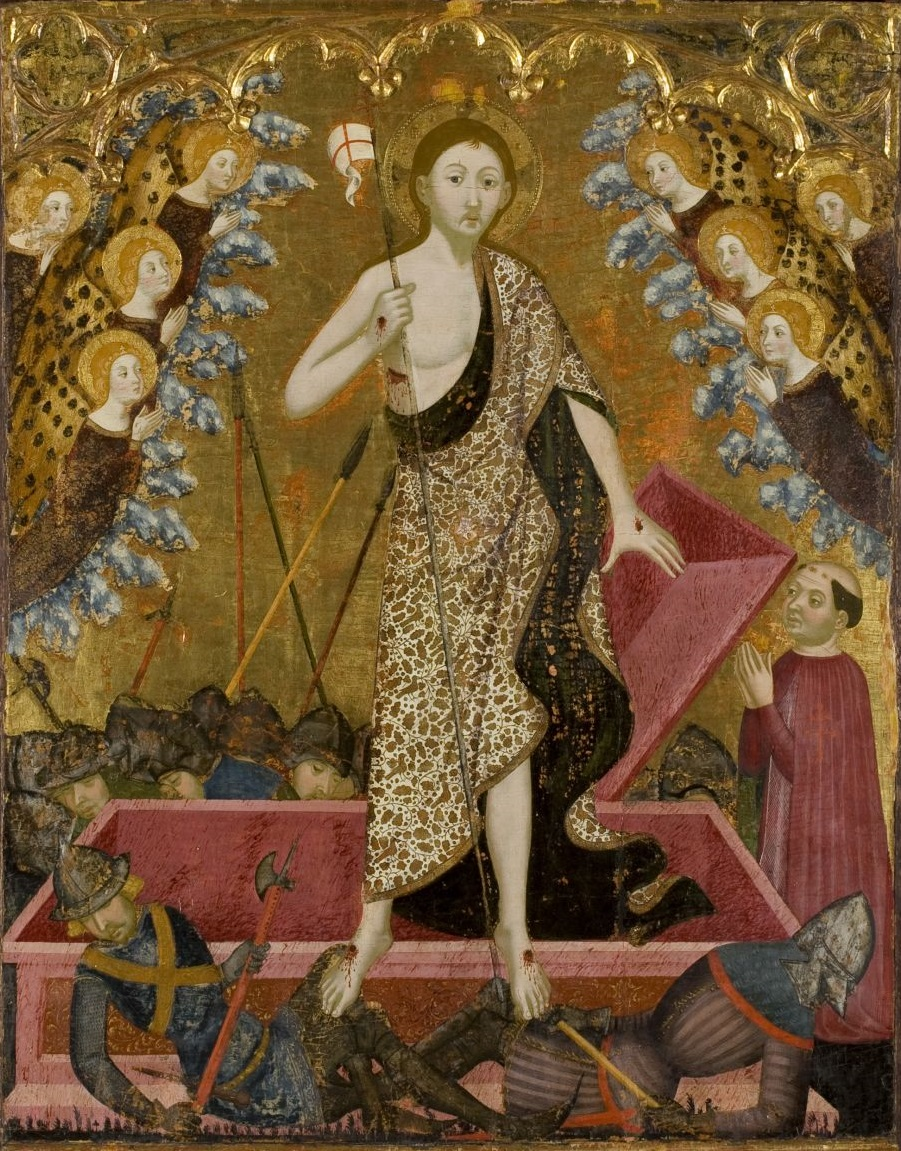
Retrato de Martín de Alpartir como donante en la tabla de la Resurrección de Cristo de Jaume Serra, Museo de Zaragoza, tabla central del retablo de la de la Resurrección de Cristo, 1361-1362.

Martín de Alpartir, también llamado Martín de Alpartil (n. alrededor de 1380 en Alpartir (Zaragoza), m. 1441 en Zaragoza) fue un sacerdote de España biógrafo de Benedicto XIII.
Fue graduado en Decretos por Lérida y lo primero que se sabe de su carrera religiosa es que fue canónigo de Santa María la Mayor en Zaragoza.
Es posible que fuera rector del colegio de Bolonia en 1387 y 1389.
Posteriormente fue ayuda secreta de cámara de Benedicto XIII y embajador junto al rey Martín de Sicilia, del que también fue legado. Asistió al Concilio de Perpiñán en 1409.
Defendió militarmente la curia de Aviñón.
Contribuyó como mecenas a la edificación del Monasterio de la Resurrección en Zaragoza.
Fue recompensado con el título de Prior de La Seo de Zaragoza.
Su importancia radica en que escribió de primera mano la historia relativa al antipapa Benedicto XIII, entre los años 1430 y 1441.
Dicha obra es un códice de 190 hojas que se rescató de la biblioteca del Conde-Duque de Olivares y actualmente se encuentra en el Monasterio de El Escorial.

Seguidme y rescatad la memoria de Don Pedro de Luna, que adoptó el nombre de Benedicto XIII y pasó a la historia como el Papa Luna ....

## Obras
- Chronica actitatorum temporibus Benedicti XIII, en la que narra la historia de los acontecimientos del Cisma de Benedicto XIII
- Memorias de los Ricos-Hombres y antiguos linajes del Reino de Aragón